# ابرنماینده
سوپر دلیگیت یا ابرنماینده (به انگلیسی: Superdelegate) یک عنوان غیر رسمیست که برای نمایندگان مجمع ملی دموکرات‌ها در حزب دموکرات آمریکا استفاده می‌شود.